# Nintendo
Nintendo Co., Ltd — японська багатонаціональна компанія споживчої електроніки та відеоігор зі штаб-квартирою в Кіото, Японія. Компанія є однієї з найбільших у світі виробникiв відеоігор за ринковою капіталізацією. Заснована 23 вересня 1889 року Фусадзіро Ямауті, який започаткував виробництво гральних карт.
У 1970-і роки, завдяки розробкам інженера Гумпей Йокоі, особливо його іграшці «The Ultra Hand», компанія Nintendo розпочала створення іграшок для дітей і побудувала власну іграшкову фабрику. Гумпей Йокоі після успіху іграшки «The Ultra Hand» був переведений з відділу обслуговування на розробку.
Оскільки Йокоі був інженером, він розробляв також електронні іграшки. Вони були досить нові на той час в порівнянні з традиційними, що дозволило Nintendo отримувати більший прибуток. Йокоі розробив безліч іграшок, наприклад пазли «Ten Billion Barrel», бейсбольну машинку, названу Ultra Machine і «Love Tester». Одним з винаходів, зроблених спільно з Масаюкі Уемура, була гра Nintendo Beam Gun Game, предок NES Zapper.
Станом на 31 березня 2014 року, Nintendo має сукупний продаж у понад 670,43 мільйонів апаратних одиниць і 4,23 млрд програмних одиниць. Компанія створила і випустила деякі з найвідоміших і найбільш продаваних ігрових серій відеоігор, таких як Super Mario, The Legend of Zelda і Pokemon .

## Історія

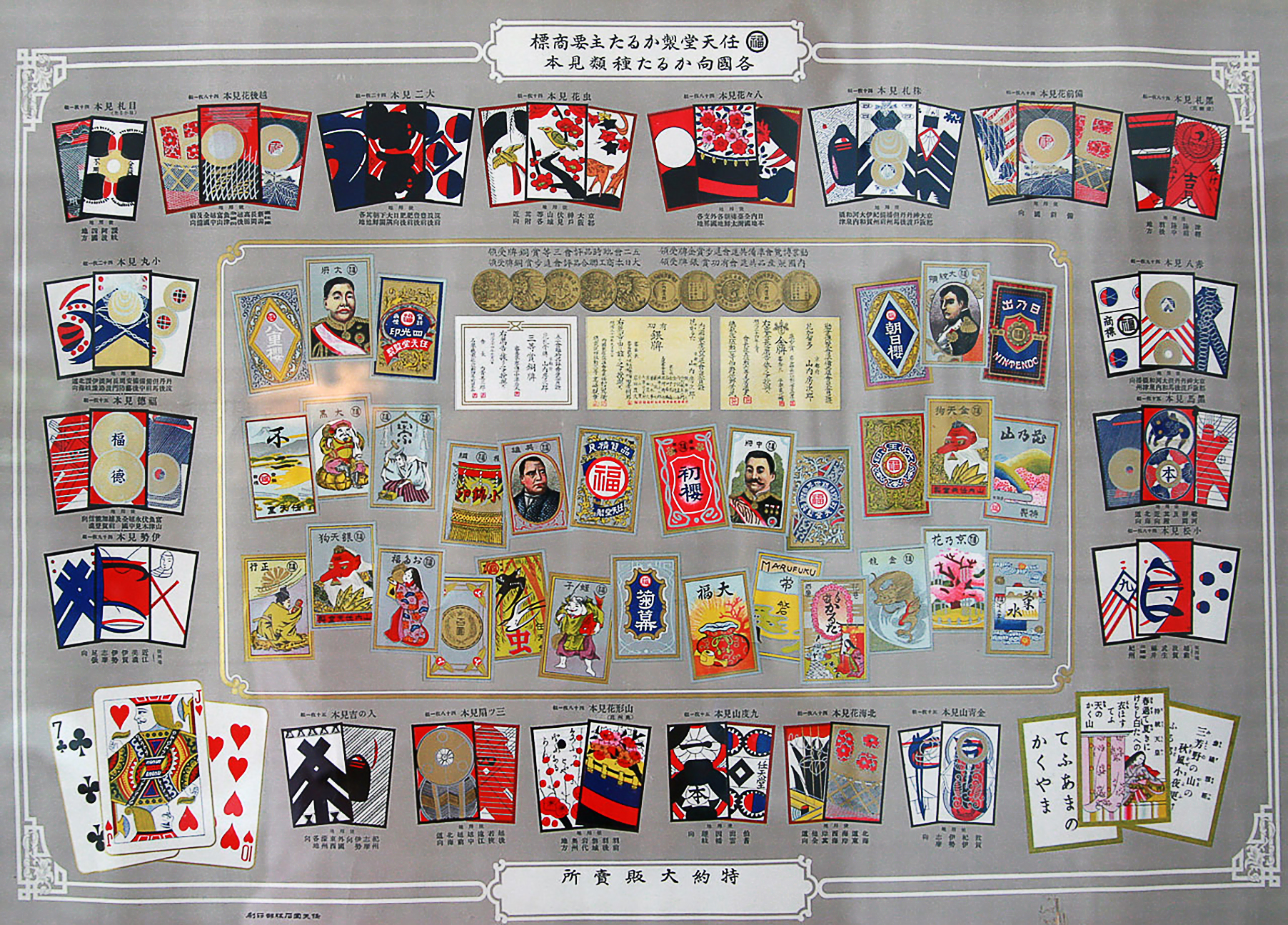
Гральні карти, котрі випускались Nintendo

Історія Nintendo почалась 1889 року завдяки Фусадзіро Ямауті (дід президента компанії Nintendo Хіросі Ямауті, що перетворив її в ігрове видавництво), який почав свою справу в Кіото, Японія. Тоді компанія називалась Marufuku та випускала гральні карти Ханафуда в особливому японському стилі.
Компанія Nintendo має цікаву назву, яка теж має стосунок до богів. Якщо придивитися, то в назві фірми можна побачити три ієрогліфи «нін», «тен» і «до». Дослівний переклад цієї фрази означає «небеса благословлять важку роботу».
У 1907 році компанія змінила свою назву на Nintendo Koppai і почала продавати свої карти вже за межами Кіото.
У 1951 компанія була перейменована в Nintendo Playing Card Co. Ltd.
У 1958 компанія випустила на ринок гральні карти з персонажами Walt Disney і відкрила новий ринок гральних карт для дітей, що поклало початок нового буму.
1963 компанія змінила назву на Nintendo Co., Ltd. і на додаток до ігрових картах почала виробництво ігор.
1970 компанія почала продажі іграшок Beam Gun, заснованих на оптоелектроніці: в Японії вперше в індустрії ігор були задіяні електронні технології.
1973 компанія розробила аркадний симулятор стрільби з допомогою світлового пістолета, який конкурував з боулінгом за звання основної розваги в Японії.
1980 Nintendo почала продаж на японському ринку товарної лінії Game & Watch — першої портативної гри з рідкокристалічним екраном і мікропроцесором.
У 1983 році на ігрових автоматах з'явилася гра Mario Bros., в якій Маріо вже постав перед гравцями в якості водопровідника і став героєм власних повноцінних пригод, а в допомогу йому був придуманий брат Луїджі. Пізніше вийшли гри Donkey Kong 3 і Popeye.
1985 випущена відеогра Super Mario Bros., яка була занесена до «Книги рекордів Гіннеса» як гра, що розійшлась найбільшим тиражем у історії. Всього було продано 40,24 млн копій гри по всьому світові.
1989 випущена перша портативна кишенькова ігрова система Game Boy зі змінними ігровими картриджами.
1990 з випуском консолі Super Famicom Японія увійшла на ринок 16-розрядних пристроїв. Система Game Boy була випущена на ринок Європи і фактично поклала початок світового тріумфу портативної системи Nintendo. По всьому світу було продано понад 46 мільйонів екземплярів консолі Super Famicom.
1995 Nintendo випустила мільярдний ігровий картридж.
1996 в Японії почалися продажі Nintendo 64 — нової 64-розрядної домашньої ігрової системи. У перший же день продажів розійшлося понад 500 000 екземплярів системи. Наступного року Nintendo 64 вийшла на ринок Європи, за рік було продано 2,3 мільйона примірників.
2000 Nintendo Game Boy стала найпродаванішою консоллю за всі часи, подолавши рубіж в 100 мільйонів проданих примірників.